# Scottville (Illinois)
Scottville es una villa ubicada en el condado de Macoupin en el estado estadounidense de Illinois. En el Censo de 2010 tenía una población de 116 habitantes y una densidad poblacional de 44,92 personas por km².

## Geografía
Scottville se encuentra ubicada en las coordenadas 39°28′40″N 90°6′14″O / 39.47778, -90.10389. Según la Oficina del Censo de los Estados Unidos, Scottville tiene una superficie total de 2.58 km², de la cual 2.58 km² corresponden a tierra firme y (0%) 0 km² es agua.

## Demografía
Según el censo de 2010, había 116 personas residiendo en Scottville. La densidad de población era de 44,92 hab./km². De los 116 habitantes, Scottville estaba compuesto por el 100% blancos, el 0% eran afroamericanos, el 0% eran amerindios, el 0% eran asiáticos, el 0% eran isleños del Pacífico, el 0% eran de otras razas y el 0% pertenecían a dos o más razas. Del total de la población el 0.86% eran hispanos o latinos de cualquier raza.